# Ruszkowice (województwo mazowieckie)
Ruszkowice – wieś w Polsce, położona w województwie mazowieckim, w powiecie przysuskim, w gminie Borkowice. Ma status sołectwa.
W latach 1975–1998 wieś administracyjnie należała do województwa radomskiego.
Prywatna wieś szlachecka, położona była w drugiej połowie XVI wieku w powiecie radomskim województwa sandomierskiego. 
Wierni Kościoła rzymskokatolickiego należą do parafii Świętego Krzyża w Borkowicach.

## Integralne części wsi
| SIMC    | Nazwa   | Rodzaj     |
| ------- | ------- | ---------- |
| 0615517 | Folwark | przysiółek |
| 0615523 | Gródek  | przysiółek |
| 0615530 | Lusztyk | przysiółek |

## Historia

### Geneza nazwy
Nazwa pochodzi od nazwiska Rusek, Ruszek, Rusko, Ruszko, jest zatem nazwą patronimiczną. Wymowa dzisiejsza ukształtowała się w wyniku dążenia do usunięcia rzekomego mazurzyzmu.

### Historia do II wojny światowej
Pierwsza wzmianka o wsi, nazywanej Ruskowice, pochodzi z 1308 roku. Jan Długosz wspomina o dwóch wsiach - Ruszkowicach Większych i Mniejszych. Pierwszą znaną z imienia osobą posiadającą wieś była Elżbieta z Ruskowic. Kolejnymi właścicielami byli Górscy, Modliszowscy i Ruskowscy. W dwudziestoleciu międzywojennym, folwark we wsi należał do Dembińskich z Borkowic. Do II wojny światowej w skład wsi włączono Lusztyk - dawną osadę karczemną między Ruszkowicami a Przysuchą, oraz Gródek.

### II wojna światowa
W czasie II wojny światowej, w Ruszkowicach mieszkali działacze podziemia: Julian Cios ps. „Czajka” oraz Jadwiga „Jawa” i Marian „Mewa” Wróblewscy. Marian był od 1942 roku komendantem placówki AK Borkowice, zaś Jadwiga założyła w Borkowicach Wojskową Służbę Kobiet.

### Czasy najnowsze
Obecnie Ruszkowice to duża wieś o charakterze ulicówki. W ostatnich latach ulice we wsi otrzymały swoje nazwy. Osią komunikacyjną jest ulica Główna, od której odchodzą ulice: Dolna, Gródek, Kwiatowa, Leśna, Szkolna, Wesoła, Ogrodowa, Sportowa i Zalewowa. Od 1 września 2011 roku, funkcjonuje tu Szkoła Muzyczna I stopnia, imienia Oskara Kolberga, która ma swą siedzibę w budynku zlikwidowanej Szkoły Podstawowej przy ul. Szkolnej 4 oraz filia biblioteki w Borkowicach. 11 lipca 1994 powołano do istnienia Ludowy Klub Sportowy Ruszcovia Ruszkowice, który trzy lata później zmienił nazwę na Gminny Klub Sportowy Ruszcovia Borkowice. Obecnie występuje w II grupie klasy A. Stadion klubu znajduje się przy ulicy Głównej 4, boisko główne mieści 450 widzów, boczne 90. Ponadto we wsi funkcjonują sklepy spożywcze, istnieje też kilka innych pozarolniczych działalności gospodarczych.

## Zabytki
We wsi zachował się budynek dworu z początku XX wieku, murowany, parterowy z podcieniem od frontu wspartym na słupkach. Dwór otacza park z zachowanymi fragmentami alei grabowej i kasztanowej. W Ruszkowicach stoi też figurka Matki Boskiej z 1918 i głaz narzutowy, w którym w 1928 osadzono krzyż ufundowany przez ks. Jana Wiśniewskiego.